# Alsophis manselli
Alsophis manselli, Montserrat racer, este o specie de șarpe endemic pe insula Caraibilor Montserrat.

## Descriere
Alsophis manselli poate ajunge la aproape un metru în lungime. Se hrănește cu șopârle și rozătoare mici.  Rareori mușcă oamenii, dar poate elibera o secreție urât mirositoare (deși inofensivă) cloacal atunci când este deranjată.

## Taxonomie
Împreună cu Alsophis sibonius din Dominica, a fost considerată anterior o subspecie de Alsophis antillensis.